# Engebret Skogen
Engebret Engebretsen „Embret“ Skogen (* 20. August 1887 in Løten; † 4. September 1968 in Hamar) war ein norwegischer Sportschütze.

## Erfolge
Engebret Skogen nahm an den Olympischen Spielen 1912 in Stockholm in zwei Disziplinen teil. Mit dem Freien Gewehr belegte er im Dreistellungskampf den 31. Platz. Im Dreistellungskampf mit dem Armeegewehr erzielte er ebenso wie Carl Osburn und Nikolaos Levidis 95 Punkte, sodass es zu einem Stechen um den zweiten Platz hinter Sándor Prokopp kam. Levidis erzielte in diesem lediglich 70 Punkte, während Osburn auf 99 Punkte kam. Skogen sicherte sich mit 91 Punkten den dritten Rang und damit die Bronzemedaille.
Skogen war der Großvater von Dag Fornæss, der im Eisschnelllauf Welt- und Europameister wurde.